# Judy Diduck
Judy Diduck, född den 21 april 1966 i Edmonton, är en kanadensisk ishockeyspelare.
Hon tog OS-silver i damernas ishockeyturnering i samband med de olympiska ishockeytävlingarna 1998 i Nagano.